# 장지녕
장지녕(1971년 8월 19일~)은 대한민국 한식 요리연구가이다.
음식 솜씨가 좋아 25세부터 포항에서 음식 사업을 시작하여 메뉴 고민하던 중 간장게장을 연구하게 되었고 10년 동안 간장게장 연구 끝에 기존의 간장게장의 짜고 비린 맛을 없애고 장지녕만의 게장 양념을 개발하였다. 현재 <장지녕 간장게장><청담25><서산돌><정지>등  다수의 브랜드를 운영하고 있다.

## 약력
- 장지녕간장게장 대표이사
- 신북집 대표이사
- JJN INTER FOOD 대표
- 대한민국 외식산업진흥회 회장
- 한국음식평론가 협회 정회원
- 외식산업최고경영자과정 이수
- 한국관광외식협의회 상임이사
- 한국커피융합협동조합 자문위원
- 경주외식문화연구소 연구원역임
- K.V.F.C 메뉴개발 수석 연구원역임
- 대한민국 한식명장
- 대한민국 한식대가
- 대한민국 한식명인
- 대한민국 기능장
- 푸드칼럼리스트
- 프랜차이즈 전문가
- 궁중요리 전문가
- 전통장,발효음식 전문가
- 호텔외식창업경영학과 졸업
- 자랑스러운 한국인 33인 대상
- 한식 발전 공헌 부문 대상
- 2023 식약청장 대상
- 2022 서울 시장상 오세훈상 대상
- 2022 글로벌 브랜드 대상
- 2021 보건복지부 장관상 대상
- 2020 국회의장상 대상
- 2020 문체부장관상 대상
- 2019 국제요리대회 대상 (양념게장)
- 2019 대한민국챌린지컵 국제요리경연대회 금상(양념게장)
- 2019 한.중.일.태국 국제해산물요리대회 수상
- 2019 제7회 한국식문화세계화대축제 농림축산식품부장관상 (한식대가음식전시 부문)
- 대한민국 100인 한식 대가상 (간장게장)

## 자격증
- 한식/중식/일식/양식/복어 자격증 이수
- 음식평론가&음식평론지도자 (한국음식평론가협회)
- 주방관리실무자 (ECA)
- 외식창업전문가&메뉴개발 전문가 (한국외식산업학회)

## 방송

### TV프로그램
- TV조선 《살림 9단의 만물상》
- KBS1 《6시 내고향》
- KBS2 《생생정보통》
- MBC 《생방송전국시대》
- KBS2 《그녀들의 여유만만》
- MBC 《휴먼다큐 사람이 좋다》
- KBS2 《사장님귀는당나귀귀》
- E채널 《토요일은 밥이좋아》
- iHQ 《맛있는 녀석들》- 외 다수 출현

## 브랜드
- 청담정지
- 청담25
- 전주행
- 서산돌
- 장지녕간장게장
- 신북집

이외
- 제코김밥
- 짜박이
- 다깡국수집
- 콩아콩아
- 깡그리국수
- 봉천동 돼지불백 봉자야
- 소채야
- 이리오너라
- 연지곤지
- 이장집생고등어
- 봉구밥